# 高倉永祜
高倉 永祜（たかくら ながさち）は、江戸時代後期の公卿。高倉永胤の子。官位は正三位。高倉家21代当主。

## 経歴
安政2年（1855年）家督を継ぎ、侍従に任官。
慶応2年（1866年）、従三位。
同4年（1868年）、戊辰戦争の勃発に伴い、北陸道鎮撫総督に就任し、若狭国の酒井忠禄の兵を先鋒として越前、加賀、越中、越後へと軍をすすめた。また、山縣有朋や黒田清隆を参謀として登用し、鯨波戦争に勝利する。その後会津征討総督を兼務し、後に奥羽征討越後口総督となり奥羽列藩同盟の討伐へ向かった。
越後高田で病没、享年31。

## 系譜
- 父：高倉永胤
- 母：飛鳥井雅光の娘
- 妻：千鶴 - 広橋光成の娘
- 妻：坊城初子 - もとこ。坊城俊明の六女
  - 長男：高倉永則（1864-1947）
  - 次男：南坊城良興（1865-1940）
- 生母不明の子女
  - 三男：高倉卯三麿（1867-1944）